# Rasmus Heisterberg
Pour les articles homonymes, voir Heisterberg.
Rasmus Heisterberg, né le 12 décembre 1974 à Copenhague, est un réalisateur et scénariste danois.

## Biographie
Depuis 2003, Rasmus Heisterberg écrit des scénarios de films, parfois en coopération avec d'autres scénaristes, souvent Nikolaj Arcel.
Il réalise son premier film en 2016, I blodet, qui remporte le Bodil du meilleur film danois en 2017.

## Filmographie

### Comme scénariste
- 2000 : P.I.S. - Politiets indsatsstyrke (série télévisée, 3 épisodes)
- 2001 : De udvalgte (série télévisée, 5 épisodes)
- 2003 : Midsommer
- 2004 : Kongekabale
- 2006 : Der var engang en dreng - som fik en lillesøster med vinger
- 2007 : De fortabte sjæles ø
- 2007 : Cecilie
- 2007 : Fighter
- 2008 : Det som ingen ved
- 2008 : Rejsen til Saturn
- 2009 : Flugten
- 2009 : Millénium (Män som hatar kvinnor)
- 2010 : Millenium (série télévisée, 2 épisodes)
- 2010 : Sandheden om mænd
- 2012 : Royal Affair (En kongelig affære)
- 2012 : Sort hvid dreng
- 2013 : Northwest (Nordvest)
- 2013 : Blodets bånd
- 2014 : Les Enquêtes du département V : Profanation (Fasandræberne)
- 2016 : I blodet
- 2021 : The Power of the Dog
- 2024 : The End de Joshua Oppenheimer

### Comme réalisateur
- 2016 : I blodet

## Récompenses et distinctions
- 2017 : Bodil du meilleur film danois pour I blodet.